# Rodrigo de la Bastida
Rodrigo de la Bastida (n. Barcarrota, 1480) fue gobernador de la provincia de Venezuela entre 1534 y 1535.

## Biografía
Rodrigo de la Bastida nació en Barcarrota, España.
Él y su esposa Teresa de Amaya eran hijosdalgo de limpio solar. Sus hijos fueron Francisco de la Bastida, capitán fundador, y Pedro de Amaya de la Bastida.